# 바바나
바바나(Bhavana, 1986년 6월 6일 ~ )는 인도의 배우이다.